# MID (イラストレーター)
MID（ミド、5月10日 - ）は、日本のイラストレーター。

## 概要
ゲーム会社に勤めた後にフリーランスとなり、主に書籍やゲームのイラストを手掛けている。
『ファンロード』投稿時代に鳴砂まさき(鳴砂マサキ/MID)等の名義で巻頭ポスターや短編漫画を描いた。
美しい色使いと魅力的な顔を描くのに定評がある。

## 作品リスト

### 書籍 装丁画・挿絵
シリーズ
レインシリーズ(吉野匠著)(アルファポリス)
- レイン ―雨の日に生まれた戦士(2005年)
- レイン2　招かれざる帰還(2006年)
- レイン3　シャンドリス、侵攻す(2006年)
- レイン4　世界を君に(2006年)
- レイン外伝―仄暗き廃坑の底で(2007年)
- レイン5　武闘会、開幕(2007年)
- レイン6　大戦勃発!(2008年)
- レイン8　星祭りの夜(2009年)
- レイン ―雨の日に生まれた戦士(文庫)(2009年)
- レイン2　招かれざる帰還(文庫)(2009年)
- レイン8　孤高の戦士(2010年)
- レイン9　過去からの亡霊(2011年)
- レイン10　最後の希望(2013年)
- レイン11　シェラザード山脈を背にして(2014年)
- レイン12　光の当たる場所(2015年)
- レイン13　新天地へ(2015年)
- レイン14　暗黒が覆う(2016年)
- レイン15　攻勢に出る(2017年)

やる気なし英雄譚シリーズ(津田彷徨著)(MFブックス／KADOKAWA)
- やる気なし英雄譚1(2014年)
- やる気なし英雄譚2(2014年)
- やる気なし英雄譚3(2015年)
- やる気なし英雄譚4(2015年)
- やる気なし英雄譚5(2016年)
- やる気なし英雄譚6(2016年)

その他
- WEB探偵 昴(七瀬晶著)(2007年)(アルファポリス)
- 薔薇の紋章(高遠響著)(2008年)(アルファポリス)
- モンスターハンター絵物語vol.2 オトモとプーギーの大冒険(2009年)(カプコン)
- 反逆の勇者と道具袋(1巻)(大沢雅紀著)(2012年)(アルファポリス)
- ソード・ワールド2.0サプリメント プレイヤーズ・ハンドブック ユーレリア博物誌[1](2013年)(KADOKAWA・富士見書房)
- 終焉のコドク(百舌巌)(2017年)(プライムノベルス／主婦の友社)

### ゲーム イラスト・キャラクターデザイン
- ディメンション・ゼロ(2005年 - 2010年)(BROCCOLI)
- 牙トレーディングカードゲーム(2006年 - 2007年)(アッパーデックジャパン)
- ブレイドクロニクル (2008年 )(Spike)
- モンスターハンター ハンティングカード(2008年 - 2010年)(カプコン)
- グラナド・エスパダ(2010年)(Hanbit)
- 聖戦ケルベロス(2011年 - 2018年)(GREE)
- ロード オブ ヴァーミリオンシリーズ(2011年 - )( スクウェア・エニックス)
- 神撃のバハムート(2012年 - )(Cygames)
- 大戦乱!!三国志バトル(2013年 - )(gloops)
- 戦国炎舞 -KIZNA-(2014年 - )(samzap)
- BATTLE of BLADES(2017年 - )(スクウェア・エニックス)
- サーヴァント オブ スローンズ(2018年 - 2019年)(スクウェア・エニックス)

### CDジャケット
- モンスターハンターダブルクロス ミラクル☆ミルクティ(2017年)(カプコン)

### アニメ内イラスト
- 俺の妹がこんなに可愛いわけがない(2010年)(AIC)

### パズルイラスト
- めざせ!パズルの達人 美女と野獣物語(2013年)(エポック社)